# Viva Italia
Viva Italia - 30 años en vivo è un album dal vivo del gruppo musicale cileno Inti-Illimani, pubblicato nel 2003 in occasione dell'anniversario del golpe cileno del 1973.

## Descrizione
L'intenzione del disco e del concerto/evento romano, durante il quale sono stati registrati gran parte dei brani, è quella di ricordare i 30 anni di legame del gruppo con l'Italia, il paese dove gli Inti-Illimani si trovavano al momento del golpe e che è stato la loro seconda patria per circa 15 anni. Il disco è stato registrato dal vivo a Roma il 7 settembre 2003, durante un concerto tenuto in via dei Fori Imperiali, ma anche a Verona il 14 settembre e a Genzano di Roma, il paese che li ospitò durante i primissimi anni dell'esilio, il 15 settembre.
Nella track-list sono presenti, oltre ad alcuni brani del gruppo particolarmente legati all'Italia (Danza di Calaluna, Il mercato di Testaccio, Tarantella), l'esplicito omaggio alla cultura e alla musica italiana realizzato tramite due brani mai suonati dal vivo prima di questa occasione: il tema d'amore del film Nuovo Cinema Paradiso e Buonanotte fiorellino di Francesco De Gregori.
L'album è stato pubblicato in Italia in formato CD dall'etichetta discografica Storie di note, con numero di catalogo SDN036, corredato di un libro con lo stesso titolo attribuito agli stessi Inti-Illimani e curato da Aldo Brigaglia che, attraverso una serie di brevi aneddoti e foto d'epoca, cerca di raccontare la relazione tra gli Inti-Illimani e l'Italia. L'album è poi stato ristampato, sempre in CD, in Cile dalla Warner Music Chile con numero di catalogo 504672608-2, il 22 novembre 2004, e in Svezia dalla AYVA Musica con numero di catalogo AV 219.

## Tracce
1. Danza di Calaluna - 5:22 (H.Salinas)
2. Señora chichera - 4:06 (trad. boliviano)
3. Sobre tu playa - 6:11 (D.Cantillana - M.Meriño)
4. Alturas - 3:10 (H.Salinas)
5. Q'apac chunchu - 5:13 (trad. peruviano)
6. Rin del angelito - 4:24 (V.Parra)
7. Cinema Paradiso (tema d'amore) - 1:47 (A.Morricone)
8. Buonanotte fiorellino - 3:10 (F.De Gregori)
9. Il mercato di Testaccio - 4:06 (H.Salinas)
10. El surco - 5:35 (C.Granda)
11. Malagueña - 3:03 (trad. messicano)
12. Tarantella - 6:52 (trad. italiano)
13. Samba landó - 5:33 (H.Salinas - P.Manns - J.Seves)
14. El pueblo unido jamás será vencido - 4:52 (S.Ortega - Quilapayún)
15. La fiesta de San Benito - 4:22 (trad. boliviano)

## Formazione
- Jorge Coulón - voce, tiple, arpa
- Marcelo Coulon - voce, guitarron, guitarron mexicano
- Daniel Cantillana - voce, violino, mandolino
- Horacio Duran - charango, cuatro, cori
- Juan Flores - bombo, cajòn, sikus, ronroco, chitarra, vihuela, mandolino, cori
- Efren Viera - clarinetto, tumbadores, sax soprano, tambores batà, percussioni minori, bombo, caja, cajòn, cori
- Christian González - voce, flauto traverso, sikus
- Manuel Meriño - chitarra, cori

### Collaboratori
- Dario Espoz - copertina
- Claudio Cifuentes - copertina